# Naomi Sequeira
Naomi Sequeira (Sydney, 1994. december 29. –) ausztrál színésznő, énekesnő.
Legismertebb alakítása Tara Crossley az Evermoor titkai című sorozatban.
A Hanging with Adam & Naomi című műsor műsorvezetője volt. A 2015-ös Astra-díjra jelölték.
2016. március 1-én debütált a  kislemeze, a Blank Paper. Az első EP-je még ebben az évben megjelent.

## Filmográfia

### Filmek
| Év   | Magyar cím | Eredeti cím         | Szerep  | Magyar hang |
| ---- | ---------- | ------------------- | ------- | ----------- |
| 2019 |            | Romance On The Menu | Beth    |             |
| 2018 |            | Pearl in Paradise   | Daniela |             |
| 2017 |            | Rip Tide            | Chicka  |             |
| 2012 |            | Shoebox             | Emily   |             |

### Televíziós szerepek
| Év        | Magyar cím      | Eredeti cím               | Szerep        | Megjegyzések                                |
| --------- | --------------- | ------------------------- | ------------- | ------------------------------------------- |
| 2014–2016 | Evermoor titkai | The Evermoor Chronicles   | Tara Crossley | főszereplő magyar hangja Bogdányi Titanilla |
| 2014      |                 | Rake                      | May           | 1 epizód                                    |
| 2013–2015 |                 | Hanging with Adam & Naomi | önmaga        | műsorvezető                                 |